# Martin Sastre
Martín Sastre (născut în 13 februarie, 1976 în Montevideo, Uruguay) este un artist din media contemporan uruguayan, care combină film, video, sculptură, fotografie și desen, fiind considerat unul dintre cei mai cunoscuți artiști Latino-americani din generația sa. 